# Unité urbaine de Pierrefitte-Nestalas
L'unité urbaine de Pierrefitte-Nestalas était une unité urbaine française centrée sur la commune de Pierrefitte-Nestalas (Hautes-Pyrénées). 

## Données globales
En 2010, selon l'Insee, l'unité urbaine de Pierrefitte-Nestalas est composée de quatre communes, toutes situées dans l'arrondissement d'Argelès-Gazost, subdivision administrative du département des Hautes-Pyrénées.
Dans le zonage de 2020, cette unité urbaine n'existe plus.

## Délimitation de l'unité urbaine de 2010
En 2010, l'Insee a procédé à une révision des délimitations des unités urbaines  de la France ; celle de Pierrefitte-Nestalas est composée de quatre communes.

### Communes
Liste des communes appartenant à l'unité urbaine de Pierrefitte-Nestalas selon la délimitation de 2010 :
| Nom                                 | Code Insee | Département     | Statut             | Superficie (km2) | Population (dernière pop. légale) | Densité (hab./km2) | Modifier                                    |
| ----------------------------------- | ---------- | --------------- | ------------------ | ---------------- | --------------------------------- | ------------------ | ------------------------------------------- |
| Pierrefitte-Nestalas (ville-centre) | 65362      | Hautes-Pyrénées | hors unité urbaine | 1,76             | 1 101 (2022)                      | 626                | modifier les données · modifier les données |
| Adast                               | 65001      | Hautes-Pyrénées | hors unité urbaine | 1,05             | 302 (2022)                        | 288                | modifier les données · modifier les données |
| Soulom                              | 65435      | Hautes-Pyrénées | hors unité urbaine | 2,91             | 289 (2022)                        | 99                 | modifier les données · modifier les données |
| Villelongue                         | 65473      | Hautes-Pyrénées | hors unité urbaine | 20,46            | 353 (2022)                        | 17                 | modifier les données · modifier les données |

## Évolution démographique
L'évolution démographique ci-dessous concerne l'unité urbaine selon le périmètre défini en 2010.
| 1968  | 1975  | 1982  | 1990  | 1999  | 2009  | 2014  | 2015  | 2018  |
| ----- | ----- | ----- | ----- | ----- | ----- | ----- | ----- | ----- |
| 3 153 | 2 537 | 2 395 | 2 102 | 2 025 | 2 156 | 2 120 | 2 118 | 2 086 |

## Sources
1. ↑  Unité urbaine 2010 de Pierrefitte-Nestalas
2. ↑  « Base des unités urbaines 2020. » [zip], sur Insee (consulté le 1er mars 2025)
3. ↑  « Dossier complet − Unité urbaine 2010 de Pierrefitte-Nestalas (65101) », sur Insee (consulté le 2 juin 2024).